# 9 to 5 (Dolly-Parton-Lied)
9 to 5 ist ein Country-Pop-Song von Dolly Parton aus dem Jahr 1980, der von ihr geschrieben und von Gregg Perry produziert wurde. Er erschien auf dem Album 9 to 5 and Odd Jobs und war der Titelsong des Films Warum eigentlich … bringen wir den Chef nicht um?

## Geschichte
Als Inspiration für das Lied diente eine Vereinigung, die sich seit 1973 für die Gleichberechtigung von Frauen am Arbeitsplatz einsetzt. Es zählt zu den wenigen Songs, in denen man eine Schreibmaschine hört. Dies stellte Parton in einem Interview fest und verwies darauf, dass ihr die Idee kam, als sie mit ihren Nageltips auf dem Tisch „klackerte“.
Der Song wurde am 29. November 1980 veröffentlicht, in den Vereinigten Staaten und Kanada war das Stück ein Nummer-eins-Hit. 1981 wurde 9 to 5 für einen Oscar in der Kategorie Bester Song sowie für einen Golden Globe in der Kategorie Bester Filmsong nominiert. 1982 gewann der Titel den Grammy Award in den Kategorien Beste weibliche Gesangsdarbietung – Country und Bester Countrysong.
In einem am Film angelehnten Musical fand der Song ebenfalls Verwendung. Er war auch in der Simpsons-Episode Blick zurück aufs Eheglück, in der American Dad-Episode Mein Freund Bush und in der The Orville-Episode Im Inneren des Nebels zu hören.

## Musikvideo
Im Musikvideo spielt Dolly Parton das Lied mit ihren Begleitmusikern, begleitet von Szenen des Filmes Warum eigentlich … bringen wir den Chef nicht um?.

## Kommerzieller Erfolg

### Chartplatzierungen
| ChartsChartplatzierungen       | Höchstplatzierung | Wochen |
| ------------------------------ | ----------------- | ------ |
| Deutschland (GfK)              | 46 (13 Wo.)       | 13     |
| Österreich (Ö3)                | 5 (12 Wo.)        | 12     |
| Vereinigte Staaten (Billboard) | 1 (26 Wo.)        | 26     |
| Vereinigtes Königreich (OCC)   | 47 (13 Wo.)       | 13     |

| ChartsJahrescharts (1981)      | Platzierung |
| ------------------------------ | ----------- |
| Vereinigte Staaten (Billboard) | 9           |

### Auszeichnungen für Musikverkäufe
| Land/Region                  | Auszeichnungen für Musikverkäufe (Land/Region, Auszeichnung, Verkäufe) | Verkäufe  |
| ---------------------------- | ---------------------------------------------------------------------- | --------- |
| Dänemark (IFPI)              | Platin                                                                 | 90.000    |
| Kanada (MC)                  | 3× Platin                                                              | 240.000   |
| Neuseeland (RMNZ)            | 4× Platin                                                              | 120.000   |
| Norwegen (IFPI)              | Platin                                                                 | 60.000    |
| Vereinigte Staaten (RIAA)    | 3× Platin                                                              | 3.000.000 |
| Vereinigtes Königreich (BPI) | 3× Platin                                                              | 1.800.000 |
| Insgesamt                    | × Gold · 15× Platin ·                                                  | 5.210.000 |

## Coverversionen
- 1982: Maynard Ferguson
- 1999: Millencolin
- 2002: Soulwax (Nine To Five / Eple)
- 2003: Alison Krauss
- 2016: Lucy Rose (Liveversion)
- 2017: Robbie Williams